# Parthenier
Die Parthenier (altgriechisch Παρθενίαι, Partheniai, d. h. „Jungfräuliche“ oder „Jungfrauensöhne“) waren, späteren Quellen nach, eine Gruppe von Spartanern, die, Taras gründeten (nach Eusebios wurde Taras 706 v. Chr. gegründet; archäologisch ist tatsächlich eine griechische Besiedlung in der Altstadt des heutigen Tarents um 700 v. Chr. nachgewiesen), da sie von der Landverteilung ausgeschlossen waren.
Ephoros von Kyme überliefert folgendes aus der spartanischen Frühgeschichte: Da die Spartaner während des Krieges gegen die Messenier geschworen hatten, dass sie nicht zurückkehren wollten, bevor sie entweder alle tot waren oder Messene zerstört hatten, schickten die Frauen nach einiger Zeit eine Delegation zu ihren Männern und baten sie, auf ihre Bedürfnisse Rücksicht zu nehmen. Die Männer schickten dann die Jüngsten der Soldaten, die wegen ihres Alters an dem Eid nicht teilgenommen hatten, zurück nach Sparta, wo sie eine neue Generation zeugten, die sogenannten Parthenier. Da die Väter ihnen nicht dieselben Rechte einräumten wie den legitimen Söhnen, verschworen sich die Parthenier mit den Heloten zu einem Aufstand, der von Phalantos angeführt wurde. Die Pläne wurden aber entdeckt, und die Parthenier emigrierten nach Süditalien, wo sie die Kolonie Taras gründeten.
Siehe auch: Geschichte von Tarent